# Det 13:e tillägget
Det 13:e tillägget (originaltitel: 13th) är en amerikansk dokumentärfilm från 2016 i regi av Ava DuVernay. Titeln är en referens till det 13:e tillägget till USA:s konstitution, som förbjöd slaveri i USA efter amerikanska inbördeskriget, med undantag för fångar som dömts i domstol till straffarbete.
Filmen undersöker kriminaliseringen av afroamerikaner och ökningen av antalet intagna i USA:s fängelser, samt historiska kopplingar till tiden innan och efter slaveriet förbjöds, i och med det 13:e tillägget till konstitutionen. DuVernay granskar i filmen på det sättet en medveten rasism, med ursprung i slaveriet.
Filmen var nominerad till Bästa dokumentär vid Oscarsgalan 2017.